# Stranger of Paradise: Final Fantasy Origin
Stranger of Paradise: Final Fantasy Origin  (ストレンジャー オブ パラダイス ファイナルファンタジー オリジン?, Sutorenjā Obu Paradaisu: Fainaru Fantajī Orijin) è un action RPG sviluppato da Team Ninja di Koei Tecmo e pubblicato da Square Enix per celebrare il 35º anniversario della serie. Il gioco si antepone all'edizione Final Fantasy Origins, venendo visto come una "rivisitazione alternativa" e dark fantasy degli eventi precedenti al primo capitolo della serie. È stato pubblicato il 18 marzo 2022 per Windows, PlayStation 4, PlayStation 5, Xbox One e Xbox Series X/S.

## Trama
Il protagonista, Jack, arriva nel regno di Cornelia con l'intento di distruggere un'entità di nome Caos, la cui oscurità ha iniziato ad affliggere il mondo, venendo rapidamente raggiunto da altri due guerrieri, Ash e Jed, che hanno la stessa missione. Ottenuta un'udienza con il re chiedono di poter entrare nel tempio del Caos dove dimora l'entità, e benché la corte del castello è scettica sul fatto che Jack, Ash e Jed siano i Guerrieri della Luce della profezia di Lukhan, poiché sono un gruppo di tre invece di quattro e possiedono dei cristalli neri, il re permette loro di accedervi. Fuori dal castello i tre incontrano anche la principessa Sarah, la quale chiede loro di trovare un cavaliere che risponde al nome di Garland, scomparso nel santuario dieci anni fa e che per qualche ragione solo lei sembri ricordarsene.
Il giorno dopo Jack e il suo gruppo entrano nel tempio del Caos e nella sala del trono incontrano quello che sembra essere Garland, che afferma di stare per diventare egli stesso Caos. Al termine del combattimento la sua armatura si dissolve in una nube oscura, rivelando al suo interno una giovane ragazza di nome Neon, che come loro possiede un cristallo nero. Neon spiega che anche lei, insieme al suo gruppo, aveva cercato di distruggere Caos dieci anni fa, ma quando rimase l'unica sopravvissuta si rese conto che esso è semplicemente un mito creato dagli umani per razionalizzare l'esistenza dell'oscurità. Decise, quindi, di assorbire tutta l'oscurità del mondo così da poter dare forma all'entità, per poi lasciarsi sconfiggere dai Guerrieri della Luce in modo da esorcizzare Caos dalle menti dell'umanità, ma l'intervento dei tre ha vanificato tutto. Jack è restio a credere alla sua storia, sostenendo che Caos esiste e lo troverà, per cui Neon decide di unirsi a loro sia come quarto Guerriero della Luce che per verificare quale delle due versioni su Caos sia vera.
Nel mentre tornano a Cornelia riflettono su come tutti e quattro non abbiano dei ricordi su chi erano, e Jack afferma che è per impedire loro di creare attaccamenti personali rischiando di interferire con la loro missione. Tornati dal re questi sembra confermare la tesi di Neon su Caos, per cui incarica il quartetto di ripristinare i quattro Cristalli di fuoco, vento, acqua e terra affinché la loro luce scacci l'oscurità dal mondo. La prima tappa del gruppo è la città portuale di Pravoka, che scoprono essere sotto il controllo dei pirati dopo che il loro capitano, Bikke, ha ucciso il loro sindaco. Sconfitto il pirata all'interno del suo covo, questi rivela che se vogliono trovare i Cristalli devono incontrare Astos, il re degli elfi oscuri che, secondo una diceria, sembra aver fatto un patto con Caos in cambio di potere.
Scortati da Bikke alla Rocca di ponente dove risiede l'elfo oscuro, questi li indirizza al Cristallo del Vento, verso la foresta vicina al cui interno è presente una torre di cristallo. Sconfitta una chimera a guardia dell'ascensore all'ultimo piano, i Guerrieri vengono trasportati alla Fortezza Volante, una stazione spaziale in orbita attorno al pianeta, dove sconfiggono uno dei quattro Demoni elementali a guardia del Cristallo del Vento, Tiamat, che riprende le sembianze di una donna di nome Sophia. Il Cristallo del Vento viene ripristinato e Sophia decide di unirsi al gruppo. Durante il loro viaggio in cui sconfiggono Marilith sul Monte Gulg e Lich nella Caverna della terra, ripristinando i Cristalli del Fuoco e della Terra, i cinque iniziano a recuperare frammenti dei loro ricordi quando sconfiggono i mostri e si espongono alla nebbia oscura che espellono prima di farla assorbire dai loro cristalli, ricordando che provengono tutti da una terra lontana oltre Cornelia. Sulla strada per il Cristallo dell'Acqua nel Tempio sommerso, Neon ammette ai Guerrieri che, a differenza loro, è nata a Cornelia e ricorda che il suo cristallo le è stato dato da Astos.
Sconfitto l'ultimo dei demoni, Kraken, e ripristinato il Cristallo dell'Acqua, il gruppo torna a Cornelia solo per trovare l'oscurità più diffusa di prima, oltre a venire accolti con freddezza e accusati di essere servitori di Caos. Proprio in quel momento la città viene attaccata dai pirati di Bikke, infettati dall'oscurità che li trasforma in mostri, ed è proprio il capitano, nei suoi ultimi istanti, a indirizzarli da Astos, l'unico che potrebbe fermare tutto quanto, seguendo i suoi pipistrelli bianchi. Questi li conducono in una torre appena apparsa nei pressi della città, dove salvano l'elfo oscuro da un Gigante di ferro ma scoprono che i loro cristalli non assorbono più l'oscurità. Assorbendola Jack ricorda di essere stato mandato da qualcuno per assorbire l'oscurità fin quando gli era possibile, per poi lasciare il resto ad Astos: questi, infatti, spiega che il suo compito è analizzare e registrare l'oscurità immagazzinata dei cristalli nella torre, ma prima di dar loro delle risposte li indirizza in una nuova struttura appena comparsa a Cornelia per sconfiggere i mostri che la infestano, tra cui un Behemoth, per fermare il dilagare dell'oscurità.
Jack scopre di essere stato mandato dai Lufeniani, un popolo altamente avanzato che ricerca l'equilibrio tra luce e oscurità a Cornelia per costruire il proprio futuro ideale. In quel momento i pipistrelli bianchi di Astos generano un portale che conduce il gruppo sulla Regione oscura, un enorme continente fluttuante, dove trovano Astos. Questi rivela che i pipistrelli sono in realtà dei Lufeniani che ha costretto a servirlo tramite la magia e che li hanno condotti da lui in modo che possano ucciderlo e spezzare l'incantesimo. Astos, infatti, si rivela essere affetto dall'oscurità che, unita alle emozioni negative che prova verso Lufenia, lo trasforma nell'Ultima Weapon primeva. Riusciti a sconfiggerlo, il gruppo inizia a recuperare molti dei loro ricordi: viene rivelato che Jack e i suoi amici sono in realtà degli Stranger, agenti lufeniani incaricati di recarsi a Cornelia per distruggere l'oscurità in eccesso dovuta alle distorsioni spazio-temporali, causate dai luoghi modificati sulla base dei cronotipi di diverse dimensioni, inviati molte volte e con i ricordi cancellati al completamento della missione; tuttavia, se gli Stranger non riescono a distruggere l'oscurità finiscono per diventare mostri, con il rischio di diventare un'incarnazione di Caos che stravolgerebbe l'equilibrio e portando Lufenia a resettare semplicemente il mondo per ricominciare daccapo. Disgustati dall'ingerenza e dalla manipolazione di Cornelia da parte di Lufenia, Jack e i suoi amici complottarono segretamente con Astos, un elfo prelevato e modificato per essere un rilevatore biologico così da supervisionare la situazione e assisterli, in cerca di un modo per spezzare la presa di Lufenia su Cornelia, dato che con il tempo si è affezionato a loro. Astos rivela che Lufenia teme l'oscurità perché se si combina con le emozioni umane è in grado di creare Caos, l'unica forza che non possono controllare; rivela anche che, alla sua morte, i Lufeniani suoi prigionieri moriranno con lui a causa dell'eccessiva oscurità che si è generata nei loro cuori, e che, unendosi alla sua, avvolgerà il mondo intero.
Il gruppo torna di corsa a Cornelia ormai preda dei mostri, ma nonostante i loro sforzi non riescono a salvare nessuno, tra cui la principessa Sarah che muore tra le braccia di Jack. Contemporaneamente un sesto cristallo nero cade dalla principessa e libera l'oscurità in esso contenuta: Jack ricorda che lui e Sarah si erano innamorati e che fu lui a darle il suo cristallo nero dopo averle rivelato il suo nome completo: Jack Garland. All'improvviso Ash, Jed, Neon e Sophia attaccano Jack, costringendolo ad ucciderli e assorbendo la loro oscurità raccolta in modo che possa diventare Caos. Deciso a farla finita una volta per tutte, Jack ritorna al tempio del Caos, che si rivela essere il luogo in cui i dati raccolti vengono estrapolati, e forza il portale lì presente a farlo entrare nella Stazione 19. La presenza della sua immensa oscurità in un luogo metafisico inizia a collegare la dimensione dei Lufeniani a Cornelia, portandoli ad attivare un Cristallo dimensionale per resettare il mondo, ma Jack glielo impedisce, facendo sì che l'oscurità si manifesti fisicamente nella forma di un demone che per gli umani è la rappresentazione di Caos. Sconfitta l'entità, Jack ne assorbe completamente il potere e i Lufeniani si vedono costretti ad abbandonare la Stazione, avvertendolo comunque che dovrà affrontare i Guerrieri della Luce plasmati dalle loro azioni. Questo dà a Jack l'illuminazione di usare il suo potere per creare le condizioni su Cornelia affinché vi nascano Guerrieri della Luce senza l'interferenza di Lufenia. Creando un proprio Cristallo dimensionale si ritrova, quindi, trasportato 2000 anni nel passato di Cornelia, ritrovando nel tempio del Caos Ash, Jed, Neon e Sophia divenuti i quattro Demoni elementali. Esponendo loro il suo piano, Jack ricorda gli ultimi momenti quando donò il suo cristallo nero a Sarah, in cui le rivelò che una volta divenuto Caos l'avrebbe rapita, cosa che avrebbe portato così i Guerrieri della Luce a emergere per fermarlo. Abbracciato il proprio ruolo, Garland, avvolto nella sua armatura, aspetta nella sala del trono mentre i Guerrieri della Luce arrivano per sfidarlo.

### Cimenti di Bahamut, il Re Dragone
Con i suoi poteri Jack ha creato un loop temporale per creare i veri Guerrieri della Luce, ma finora nessuno di loro è mai riuscito a sconfiggerlo. Alla fine di uno di questi cicli avverte una presenza sconosciuta, e insieme ai suoi compagni giunge alle Isole di Gardia. Al loro interno scoprono un enorme drago umanoide che si presenta come Bahamut, il signore dei cimenti: egli, infatti, intende aiutarli se gli porteranno una prova di valore e forza. Essa si rivela una coda di topo, che Bahamut spiega essere la forma che assume in questo mondo. Viene, inoltre, messo al corrente del piano di Jack e dei suoi compagni per liberare Cornelia dall'influenza dei Lufeniani tramite il potere di Caos, facendo sprofondare il mondo nell'oscurità da cui nascerà la speranza incarnata nei Guerrieri della Luce. Bahamut decide, quindi, di voler testare di persona la loro forza, e una volta soddisfatto stringe un patto di invocazione affinché il gruppo possa usare il suo potere nella loro missione. Rivela, inoltre, il suo passato: in un'altra dimensione egli era venerato come un dio dagli umani, venendo, però, in seguito ucciso dagli stessi in quanto si comportava come un dominatore nei loro confronti - e a tal proposito il combattimento gli ha dimostrato che gli umani possiedono le capacità per poter fronteggiare esseri divini come lui -, ma invece di morire il suo spirito vagò tra le dimensioni finché non venne evocato da qualcuno e reincarnato nel nuovo mondo. Vista la presenza del Re Dragone nel loro mondo, Jack decide di stringere un patto con lui: Bahamut rafforzerà tramite i suoi cimenti i Guerrieri della Luce affinché possano riuscire a sconfiggere Jack e i suoi compagni, in cambio di mostrargli un mondo dove gli umani decidono il proprio destino senza l'interferenza di divinità. Tornato al tempio del Caos, Jack sfida nuovamente i Guerrieri della Luce, e benché riesca ancora a prevalere è fiducioso che prima o poi la loro forza crescerà finché non riusciranno a sconfiggerlo.

## Modalità di gioco
In Stranger of Paradise: Final Fantasy Origin i giocatori esplorano ambienti e combattono i mostri tipici della serie assumendo il ruolo di Jack Garland. Il combattimento si svolge in tempo reale, con Jack che può alternare varie classi per utilizzare attacchi fisici e magici. Quando la "barra di rottura" di un nemico è esaurita, Jack può sferrare una mossa finale che cristallizza il nemico, permettendo a Jack di raccogliere i cristalli e ripristinare una parte del suo misuratore magico. Il primo DLC aggiunge tre nuove classi, la meccanica degli accessori e un nuovo livello di difficoltà.

## Sviluppo
Stranger of Paradise è stato sviluppato in collaborazione dal creatore del franchise Square Enix e dalla divisione di Koei Tecmo Team Ninja. È co-diretto da Daisuke Inoue di Square Enix e Hiroya Usuda e Nobumichi Kumabe di Team Ninja; coprodotto da Jin Fujiwara di Square Enix e Fumihiko Yasuda di Team Ninja. La storia e lo scenario sono stati scritti dallo sceneggiatore freelance di Stellavista Ltd. Kazushige Nojima. Tetsuya Nomura, impiegato di lunga data di Square Enix, ha creato il concept originale e funge da character designer e produttore creativo nel gioco. La musica è stata composta da Naoshi Mizuta, con contributi aggiuntivi di Hidenori Iwasaki e Ryo Yamazaki. 
Nomura ha creato l'idea iniziale per Origin al termine della produzione di Dissidia 012 Final Fantasy, immaginando un gioco d'azione incentrato sulla conquista di zone. Quando in seguito si è avvicinato per un nuovo concetto di Final Fantasy, ha combinato questo concetto iniziale con il cattivo di Final Fantasy Garland, come un vecchio protagonista arrabbiato, creando così il concetto finale. A causa del cambiamento di tono, Nomura inizialmente pensava che sarebbe stato meglio farlo uscire come un titolo a sé stante, ma Inoue e Fujiwara hanno spinto per la sua inclusione nel franchise.
L'obiettivo alla base del titolo era una versione più matura e "brutale" rispetto alla serie classica, che l'avrebbe separata dal resto del franchise pur mantenendo vari collegamenti. 
Il gameplay è progettato per emulare il noto stile di combattimento d'azione di Team Ninja, che aveva già lavorato con Square Enix su Dissidia Final Fantasy NT .  Il sistema di classi, una caratteristica ricorrente di Final Fantasy, si è ispirato a quello di Final Fantasy V. I design dei livelli sono deliberatamente ispirati ad altri capitoli del franchise, come ad esempio un'area umida boscosa ispirata a Final Fantasy XIII. 
Piuttosto che un remake del primo Final Fantasy, Stranger of Paradise crea una nuova trama e utilizza l'originale come ispirazione, concentrandosi sui temi dell'esame del ruolo dei protagonisti e degli obiettivi dei guerrieri della luce (Warriors of Light). In contrasto con i cristalli chiari utilizzati nella maggior parte della serie, i cristalli rossi e gli elementi color sangue delle artwork hanno enfatizzato il tono più cupo e dark. Commentando lo scenario, Nojima ha evidenziato un punto: "non è una speranza né un sogno. È come una fame, una sete", come la molla della storia. 
Il sottotitolo ha un duplice significato: il gruppo è letteralmente estraneo al mondo di gioco e non è benvenuto nel "paradiso" del gioco. Il personaggio della Principessa Sarah è stato disegnato da Roberto Ferrari, che ha emulato per lei il design originale. L'artwork principale è stato creato dalla divisione Image Studio CGI di Square Enix sotto la supervisione di Nomura.